# Список астероидов (1—100)

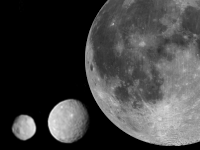
Слева направо: (4) Веста, Церера и Луна

В следующих таблицах содержится неполный список открытых астероидов. Числа, приведённые в круглых скобках перед названием, указывают на порядок их окончательной каталогизации в качестве идентификационного номера и считаются частью названия.
Цвет фона указывает тип орбиты:
| Астероиды внутренней части главного пояса (менее 2,5 а. е. внутри орбитального резонанса с Юпитером 3:1) |
| Астероиды внешней части главного пояса (свыше 2,82 а. е. снаружи орбитального резонанса с Юпитером 5:2)  |
| Астероиды на орбитах между орбитальными резонансами 3:1 и 5:2                                            |
| Околоземные астероиды группы Амура                                                                       |
| Околоземные астероиды группы Аполлона                                                                    |
| Околоземные астероиды группы Атона                                                                       |
| Астероиды, пересекающие орбиту Марса                                                                     |
| Троянские астероиды Марса                                                                                |
| Троянские астероиды Юпитера                                                                              |
| Троянские астероиды Нептуна                                                                              |
| Кентавры                                                                                                 |
| Транснептуновые объекты                                                                                  |

| Карликовая планета             |
| Потенциально опасные астероиды |
| Марс-кроссеры                  |

- Список астероидов
- (101—200)

| Имя                           | Первоначальное обозначение | Дата открытия     | Место открытия                            | Первооткрыватель               |
| ----------------------------- | -------------------------- | ----------------- | ----------------------------------------- | ------------------------------ |
| (1) Церера (Ceres)            | —                          | 1 января 1801     | Палермская астрономическая обсерватория   | Дж. Пьяцци                     |
| (2) Паллада (Pallas)          | —                          | 28 марта 1802     | Бремен                                    | Г. В. Ольберс                  |
| (3) Юнона (Juno)              | —                          | 1 сентября 1804   | Обсерватория Шрётера                      | К. Хардинг                     |
| (4) Веста (Vesta)             | —                          | 29 марта 1807     | Бремен                                    | Г. В. Ольберс                  |
| (5) Астрея (Astraea)          | —                          | 8 декабря 1845    | Дризен (ныне Дрезденко)                   | К. Л. Хенке                    |
| (6) Геба (Hebe)               | —                          | 1 июля 1847       | Дризен (ныне Дрезденко)                   | К. Л. Хенке                    |
| (7) Ирида (Iris)              | —                          | 13 августа 1847   | Обсерватория Бишопа                       | Дж. Р. Хайнд                   |
| (8) Флора (Flora)             | —                          | 18 октября 1847   | Обсерватория Бишопа                       | Дж. Р. Хайнд                   |
| (9) Метида (Metis)            | —                          | 25 апреля 1848    | Маркрийская обсерватория                  | Э. Грэхем                      |
| (10) Гигея (Hygiea)           | —                          | 12 апреля 1849    | Обсерватория Каподимонте                  | Де Гаспарис, Аннибале          |
| (11) Парфенопа (Parthenope)   | —                          | 11 мая 1850       | Обсерватория Каподимонте                  | Де Гаспарис, Аннибале          |
| (12) Виктория (Victoria)      | —                          | 13 сентября 1850  | Обсерватория Бишопа                       | Дж. Р. Хайнд                   |
| (13) Эгерия (Egeria)          | —                          | 2 ноября 1850     | Обсерватория Каподимонте                  | Де Гаспарис, Аннибале          |
| (14) Ирена (Irene)            | —                          | 19 мая 1851       | Обсерватория Бишопа                       | Дж. Р. Хайнд                   |
| (15) Эвномия (Eunomia)        | —                          | 29 июля 1851      | Обсерватория Каподимонте                  | Де Гаспарис, Аннибале          |
| (16) Психея (Psyche)          | —                          | 17 марта 1852     | Обсерватория Каподимонте                  | Де Гаспарис, Аннибале          |
| (17) Фетида (Thetis)          | —                          | 17 апреля 1852    | Дюссельдорфская обсерватория              | Роберт Лютер                   |
| (18) Мельпомена (Melpomene)   | —                          | 24 июня 1852      | Обсерватория Бишопа                       | Дж. Р. Хайнд                   |
| (19) Фортуна (Fortuna)        | —                          | 22 августа 1852   | Обсерватория Бишопа                       | Дж. Р. Хайнд                   |
| (20) Массалия (Massalia)      | —                          | 19 сентября 1852  | Обсерватория Каподимонте                  | Де Гаспарис, Аннибале          |
| (21) Лютеция (Lutetia)        | —                          | 15 ноября 1852    | Париж                                     | Г. Гольдшмидт                  |
| (22) Каллиопа (Kalliope)      | —                          | 16 ноября 1852    | Обсерватория Бишопа                       | Дж. Р. Хайнд                   |
| (23) Талия (Thalia)           | —                          | 15 декабря 1852   | Обсерватория Бишопа                       | Дж. Р. Хайнд                   |
| (24) Фемида (Themis)          | —                          | 5 апреля 1853     | Обсерватория Каподимонте                  | Де Гаспарис, Аннибале          |
| (25) Фокея (Phocaea)          | —                          | 6 апреля 1853     | Марсельская обсерватория                  | Жан Шакорнак                   |
| (26) Прозерпина (Proserpina)  | —                          | 5 мая 1853        | Дюссельдорфская обсерватория              | Роберт Лютер                   |
| (27) Эвтерпа (Euterpe)        | —                          | 8 ноября 1853     | Обсерватория Бишопа                       | Дж. Р. Хайнд                   |
| (28) Беллона (Bellona)        | —                          | 1 марта 1854      | Дюссельдорфская обсерватория              | Роберт Лютер                   |
| (29) Амфитрита (Amphitrite)   | —                          | 1 марта 1854      | Обсерватория Бишопа                       | Альберт Март                   |
| (30) Урания (Urania)          | —                          | 22 июля 1854      | Обсерватория Бишопа                       | Дж. Р. Хайнд                   |
| (31) Евфросина (Euphrosyne)   | —                          | 1 сентября 1854   | Старая военно-морская обсерватория США    | Джеймс Фергюсон                |
| (32) Помона (Pomona)          | —                          | 26 октября 1854   | Париж                                     | Г. Гольдшмидт                  |
| (33) Полигимния (Polyhymnia)  | —                          | 28 октября 1854   | Парижская обсерватория                    | Жан Шакорнак                   |
| (34) Цирцея (Circe)           | —                          | 6 апреля 1855     | Парижская обсерватория                    | Жан Шакорнак                   |
| (35) Левкофея (Leukothea)     | —                          | 19 апреля 1855    | Дюссельдорфская обсерватория              | Роберт Лютер                   |
| (36) Аталанта (Atalante)      | —                          | 5 октября 1855    | Париж                                     | Г. Гольдшмидт                  |
| (37) Фидес (Fides)            | —                          | 5 октября 1855    | Дюссельдорфская обсерватория              | Роберт Лютер                   |
| (38) Леда (Leda)              | —                          | 12 января 1856    | Парижская обсерватория                    | Жан Шакорнак                   |
| (39) Летиция (Laetitia)       | —                          | 8 февраля 1856    | Парижская обсерватория                    | Жан Шакорнак                   |
| (40) Гармония (Harmonia)      | —                          | 31 марта 1856     | Париж                                     | Г. Гольдшмидт                  |
| (41) Дафна (Daphne)           | —                          | 22 мая 1856       | Париж                                     | Г. Гольдшмидт                  |
| (42) Изида (Isis)             | —                          | 23 мая 1856       | Обсерватория Радклиффа                    | Норман Погсон                  |
| (43) Ариадна (Ariadne)        | —                          | 15 апреля 1857    | Обсерватория Радклиффа                    | Норман Погсон                  |
| (44) Ниса (Nysa)              | —                          | 27 мая 1857       | Париж                                     | Г. Гольдшмидт                  |
| (45) Евгения (Eugenia)        | —                          | 27 июня 1857      | Париж                                     | Г. Гольдшмидт                  |
| (46) Гестия (Hestia)          | —                          | 16 августа 1857   | Обсерватория Радклиффа                    | Норман Погсон                  |
| (47) Аглая (Aglaja)           | —                          | 15 сентября 1857  | Дюссельдорфская обсерватория              | Роберт Лютер                   |
| (48) Дорида (Doris)           | —                          | 19 сентября 1857  | Париж                                     | Г. Гольдшмидт                  |
| (49) Палес (Pales)            | —                          | 19 сентября, 1857 | Париж                                     | Г. Гольдшмидт                  |
| (50) Виргиния (Virginia)      | —                          | 4 октября 1857    | Старая военно-морская обсерватория США    | Джеймс Фергюсон                |
| (51) Немауза (Nemausa)        | —                          | 22 января 1858    | Ним                                       | А. Лоран                       |
| (52) Европа (Europa)          | —                          | 4 февраля 1858    | Париж                                     | Г. Гольдшмидт                  |
| (53) Калипсо (Kalypso)        | —                          | 4 апреля 1858     | Дюссельдорфская обсерватория              | Роберт Лютер                   |
| (54) Александра (Alexandra)   | —                          | 10 сентября 1858  | Париж                                     | Г. Гольдшмидт                  |
| (55) Пандора (Pandora)        | —                          | 10 сентября 1858  | Обсерватория Дадли                        | Джордж Сиэрл                   |
| (56) Мелета (Melete)          | —                          | 9 сентября 1857   | Париж                                     | Г. Гольдшмидт                  |
| (57) Мнемозина (Mnemosyne)    | —                          | 22 сентября 1859  | Дюссельдорфская обсерватория              | Роберт Лютер                   |
| (58) Конкордия (Concordia)    | —                          | 24 марта 1860     | Дюссельдорфская обсерватория              | Роберт Лютер                   |
| (59) Элпида (Elpis)           | —                          | 12 сентября 1860  | Парижская обсерватория                    | Жан Шакорнак                   |
| (60) Эхо (Echo)               | —                          | 14 сентября 1860  | Старая военно-морская обсерватория США    | Джеймс Фергюсон                |
| (61) Даная (Danae)            | —                          | 9 сентября 1860   | Париж                                     | Г. Гольдшмидт                  |
| (62) Эрато (Erato)            | —                          | 14 сентября 1860  | Берлинская обсерватория                   | Отто Лессер, Вильгельм Фёрстер |
| (63) Аузониа (Ausonia)        | —                          | 10 февраля 1861   | Обсерватория Каподимонте                  | Де Гаспарис, Аннибале          |
| (64) Ангелина (Angelina)      | —                          | 4 марта 1861      | Марсельская обсерватория                  | Э. В. Темпель                  |
| (65) Кибела (Cybele)          | —                          | 8 марта 1861      | Марсельская обсерватория                  | Э. В. Темпель                  |
| (66) Майя (Maja)              | —                          | 9 апреля 1861     | Гарвардская обсерватория                  | Хорас Таттл                    |
| (67) Асия (Asia)              | —                          | 17 апреля 1861    | Мадрасская обсерватория                   | Норман Погсон                  |
| (68) Лето (Leto)              | —                          | 29 апреля 1861    | Дюссельдорфская обсерватория              | Роберт Лютер                   |
| (69) Гесперия (Hesperia)      | —                          | 26 апреля 1861    | Брерская астрономическая обсерватория     | Дж. Скиапарелли                |
| (70) Панопея (Panopaea)       | —                          | 5 мая 1861        | Париж                                     | Г. Гольдшмидт                  |
| (71) Ниоба (Niobe)            | —                          | 13 августа 1861   | Дюссельдорфская обсерватория              | Роберт Лютер                   |
| (72) Ферония (Feronia)        | —                          | 29 мая 1861       | Обсерватория Литчфилд                     | Кристиан Г. Ф. Петерс          |
| (73) Клития (Klytia)          | —                          | 7 апреля 1862     | Гарвардская обсерватория                  | Хорас Таттл                    |
| (74) Галатея (Galatea)        | —                          | 29 августа 1862   | Марсельская обсерватория                  | Э. В. Темпель                  |
| (75) Эвридика (Eurydike)      | —                          | 22 сентября 1862  | Обсерватория Литчфилд                     | Кристиан Г. Ф. Петерс          |
| (76) Фрейя (Freia)            | —                          | 21 октября 1862   | Обсерватория Копенгагенского университета | Г. Л. Д’Арре                   |
| (77) Фригга (Frigga)          | —                          | 12 ноября 1862    | Обсерватория Литчфилд                     | Кристиан Г. Ф. Петерс          |
| (78) Диана (Diana)            | —                          | 15 марта 1863     | Дюссельдорфская обсерватория              | Роберт Лютер                   |
| (79) Эвринома (Eurynome)      | —                          | 14 сентября 1863  | Детройтская обсерватория                  | Джеймс Уотсон                  |
| (80) Сапфо (Sappho)           | —                          | 2 мая 1864        | Мадрасская обсерватория                   | Норман Погсон                  |
| (81) Терпсихора (Terpsichore) | —                          | 30 сентября 1864  | Марсельская обсерватория                  | Э. В. Темпель                  |
| (82) Алкмена (Alkmene)        | —                          | 27 ноября 1864    | Дюссельдорфская обсерватория              | Роберт Лютер                   |
| (83) Беатрис (Beatrix)        | —                          | 26 апреля 1865    | Обсерватория Каподимонте                  | Де Гаспарис, Аннибале          |
| (84) Клио (Klio)              | —                          | 25 августа 1865   | Дюссельдорфская обсерватория              | Роберт Лютер                   |
| (85) Ио (Io)                  | —                          | 19 сентября 1865  | Обсерватория Литчфилд                     | Кристиан Г. Ф. Петерс          |
| (86) Семела (Semele)          | —                          | 4 января 1866     | Берлинская обсерватория                   | Фридрих Титьен                 |
| (87) Сильвия (Sylvia)         | —                          | 16 мая 1866       | Мадрасская обсерватория                   | Норман Погсон                  |
| (88) Фисба (Thisbe)           | —                          | 15 июня 1866      | Обсерватория Литчфилд                     | Кристиан Г. Ф. Петерс          |
| (89) Юлия (Julia)             | —                          | 6 августа 1866    | Марсельская обсерватория                  | Эдуард Стефан                  |
| (90) Антиопа (Antiope)        | —                          | 1 октября 1866    | Дюссельдорфская обсерватория              | Роберт Лютер                   |
| (91) Эгина (Aegina)           | —                          | 4 ноября 1866     | Марсельская обсерватория                  | Эдуард Стефан                  |
| (92) Ундина (Undina)          | —                          | 7 июля 1867       | Обсерватория Литчфилд                     | Кристиан Г. Ф. Петерс          |
| (93) Минерва (Minerva)        | —                          | 24 августа 1867   | Детройтская обсерватория                  | Джеймс Уотсон                  |
| (94) Аврора (Aurora)          | —                          | 6 сентября 1867   | Детройтская обсерватория                  | Джеймс Уотсон                  |
| (95) Аретуса (Arethusa)       | —                          | 23 ноября 1867    | Дюссельдорфская обсерватория              | Роберт Лютер                   |
| (96) Эгла (Aegle)             | —                          | 17 февраля 1868   | Марсельская обсерватория                  | Ж. Коджа                       |
| (97) Клото (Klotho)           | —                          | 17 февраля 1868   | Марсельская обсерватория                  | Э. В. Темпель                  |
| (98) Ианта (Ianthe)           | —                          | 18 апреля 1868    | Обсерватория Литчфилд                     | Кристиан Г. Ф. Петерс          |
| (99) Дике (Dike)              | —                          | 28 мая 1868       | Марсельская обсерватория                  | Альфонс Борелли                |
| (100) Геката (Hekate)         | —                          | 11 июля 1868      | Детройтская обсерватория                  | Джеймс Уотсон                  |

- Список астероидов
- (101—200)